# مارتا كونينغهام
مارتا كونينغهام (بالإنجليزية: Marta Cunningham)‏ هي مغنية أمريكية، ولدت في ديسمبر 1869، وتوفيت في 25 يونيو 1937.